# Skelpæl
En skelpæl er en pæl, som markerer et punkt på skellet mellem to ejendomme (matrikelnumre). Pælen skal være anbragt af en beskikket landinspektør, sådan at alle parter må acceptere den afgrænsning, som pælen udtrykker. For at forebygge, at nedslidning, forvitring eller anden form for nedbrydning kan gøre skelpælen ubrugelig, skal den være fremstillet af et holdbart materiale, ofte enten et jernrør med en pånittet messingplade eller en betonpæl. Begge typer pæle bærer ordet "SKEL". Af indlysende grunde må pælen hverken fjernes, beskadiges eller ændres. Hvis der rejses mistanke om, at pælen mangler eller er flyttet, må den retableres ved, at en landinspektør foretager en fornyet opmåling ud fra ét eller flere af de nationale fixpunkter.